# José Félix Uriburu
José Félix Uriburu (né à Salta le 20 juillet 1868 et mort à Paris le 29 avril 1932) est un militaire putschiste et dictateur argentin, qui occupa de facto la présidence de la Nation argentine du 6 septembre 1930 au 20 février 1932.

## Biographie
En 1885, il entra comme cadet au Collège militaire. Il participa au mouvement révolutionnaire de 1890, qui se termina par la démission du président Juárez Celman. Neveu du président José E. Uriburu, il appuya Manuel Quintana lors de la révolution radicale de 1905. En 1907, il fut directeur de l'École supérieure de guerre, puis fut envoyé en Europe pour observer les programmes militaires et les équipements. En 1913, il fut attaché militaire en Allemagne et au Royaume-Uni. De retour en Argentine, en 1914, il fut élu député de sa province au Congrès. Il fut membre du conseil suprême de guerre depuis 1926 jusqu'à ce qu'il en fut retiré par le président Yrigoyen pour avoir atteint l'âge règlementaire.
Le 6 septembre 1930, Uriburu mit fin au gouvernement d'Yrigoyen et établit une dictature militaire avec 1 400 hommes de troupe. Reconnu président par la Cour Suprême, il dissout le Congrès et déclare l'état de siège, puis essaye d'implanter un gouvernement élitiste autoritaire. Profondément méprisant envers les démocraties libérales, il avait l'intention de mettre en place un régime politique corporatiste, dans lequel les partis politiques seraient supprimés en faveur d'une meilleure représentativité au niveau des corps de professions et de métiers censés avoir un dialogue plus fluide avec le gouvernement. Parallèlement les intellectuels nationalistes et corporatistes qui l'appuyaient méprisaient également le modèle économique libéral et proposaient une réforme profonde au niveau de l’interventionnisme de l'État, politique qui était dans l'air du temps après la chute de la bourse new-yorkaise de 1929.
Il fit emprisonner des hommes politiques, il censura les journaux, intervint dans les universités et persécuta le mouvement du parti radical et les différentes tendances anarchistes (foristes, usistes, antorchistes...). Il interdit le parti communiste argentin et  vota une loi prévoyant l'expulsion des militants d'origine étrangère, qui fut mise en œuvre par une « section spéciale de lutte contre le communisme ». Ses projets corporatistes et nationalistes jouissaient d'une bonne réputation populaire et au niveau de l'intelligentsia nationaliste argentine, mais n'étaient en revanche pas bien vus par le secteur libéral de l'armée, qui tout en méprisant le système démocratique et les partis politiques gardait encore une préférence pour l'économie libérale. Il faut dire que ces secteurs puissants de l'armée avaient des liens étroits avec les classes dominantes argentines, pour qui le maintien de l'économie de marché était vital pour leurs intérêts.
Il dut autoriser des élections libres à Buenos Aires au début de 1931 et les annula car les radicaux l'avaient emporté. En novembre des élections présidentielles furent remportées par son rival militaire, le général Agustín Pedro Justo, qui représentait le conservatisme libéral.
Il mourut peu après, à Paris, à la suite d'une intervention chirurgicale pour un cancer de l'estomac. Sa femme est morte à 86 ans en 1959.
Juan Peron eut une participation active au coup d'État de 1930. Par ailleurs le corporatisme comme modèle politique et social le séduisait énormément à l'époque et eut une influence décisive dans ses propres idées, probablement plus que celles du fascisme italien, lui-même héritier des idées corporatistes. Il faut signaler que Peron eut les mêmes ennemis qu'Uriburu : les classes dominantes argentines, liées à la propriété de la terre, qui défendaient l'économie de marché mais s'opposaient avec vigueur à toute concession à la classe ouvrière. Le coup d'État contre Peron en 1955 fut dirigé, entre autres, par le général d'infanterie Eduardo Lonardi, représentant des classes conservatrices catholiques de la région de Cordoba, et par l'amiral Isaac Rojas. La marine argentine a toujours été libérale.